# Ангвила на Светском првенству у атлетици на отвореном 2009.
Ангвила је на Светском првенству у атлетици на отвореном 2009. одржаном у Берлину 15. до 23. августа учествовала дванаести пут, односно учествовала на сви светским првенствима одржаним до данас. Репрезентацију Ангвиле представљало је двоје такмичара (1 мушкарац и 1 жена) у две дисциплине.
На овом првенству Ангвила није освојио ниједну медаљу али је оборен један национални и два лична рекорда.

## Учесници
| Мушкарци: - Денвил Руан — 100 м | Жене: - Шара Проктор — Скок удаљ |  |

## Резултати

### Мушкарци
| Атлетичар   | Дисциплина | Лични рекорд | Квалификације | Квалификације | Група                | Група                | Полуфинале           | Полуфинале           | Финале               | Финале       | Детаљи |
| Атлетичар   | Дисциплина | Лични рекорд | Резултат      | Место         | Резултат             | Место                | Резултат             | Место                | Резултат             | Место        | Детаљи |
| ----------- | ---------- | ------------ | ------------- | ------------- | -------------------- | -------------------- | -------------------- | -------------------- | -------------------- | ------------ | ------ |
| Денвил Руан | 100 м      | 11,43        | 11,31 ЛР      | 7. у гр 7     | Није се квалификовао | Није се квалификовао | Није се квалификовао | Није се квалификовао | Није се квалификовао | 77 / 90 (92) |        |

### Жене
| Атлетичарка  | Дисциплина | Лични рекорд | Квалификације | Квалификације | Група    | Група | Полуфинале | Полуфинале | Финале   | Финале      | Детаљи |
| Атлетичарка  | Дисциплина | Лични рекорд | Резултат      | Место         | Резултат | Место | Резултат   | Место      | Резултат | Место       | Детаљи |
| ------------ | ---------- | ------------ | ------------- | ------------- | -------- | ----- | ---------- | ---------- | -------- | ----------- | ------ |
| Шара Проктор | Скок удаљ  | 6,61         | 6,52 кв       | 6. у гр А     |          |       |            |            | 6,71 НР  | 6 / 36 (37) |        |